# BGL-250
BGL-250 – francuska bomba kierowana naprowadzana na cel podświetlony laserem opracowana w latach 80. Jako część bojową wykorzystano bombę burzącą typu 25C.